# Беловодски манастир
Беловодски манастир „Свети вмчк Георги Победоносец“ е периодично действащ манастир на Българската православна църква. Името му идва от местоположението му в квартал „Бела вода“ на град Перник.

## Местоположение
Манастирът се намира в подножието на планината Голо бърдо, в квартал „Бела вода“ на град Перник, непосредствено до шосето от Перник към Радомир. Той е един от шестте манастира в района на планината, наред с Батановския манастир „Възнесение Господне“, Калкаски манастир „Св. Петка“, Пернишки манастир „Св. Панталеймон“, Радомирски манастир „Възнесение господне“ и Студенечки манастир „Св. Пророк Илия“.

## История
Манастирът е основан през 1934 г., както е изписано върху предната фасада. Храмовият му празник е на Гергьовден.

## Архитектура
Манастирският храм представлява еднокорабна, едноапсидна сграда с две конхи и купол. До храма са издигнати жилищна сграда и чешма.

## Галерия
- Фронтален изглед към църквата
- Храмовата икона на св. Георги
- Сградата в двора на манастира